# Wilhelm Schum
Wilhelm Schum (* 25. Juni 1846 in Erfurt; † 16. Juni 1892 in Kiel) war ein deutscher Historiker und Hochschullehrer.

## Leben und Wirken
Nach seiner Reifeprüfung 1868 in Erfurt studierte Wilhelm Schum Geschichte an der Universität Göttingen – unterbrochen vom Kriegsdienst im Deutsch-Französischen Krieg 1870/71, bei dem er verwundet wurde – und promovierte 1872 in Göttingen. Von 1872 bis 1873 war er dann an der Universität München am dortigen Historischen Seminar tätig, das von Wilhelm von Giesebrecht geleitet wurde. Außerdem unternahm er für seine weiteren Forschungen Studien- und Archivreisen. Im Jahre 1874 habilitierte er sich an der Universität Halle für Geschichte und Historische Hilfswissenschaften, wo seine Lehrtätigkeit begann; 1878 wurde er dort zum außerordentlichen Professor ernannt. 1889 erhielt er einen Ruf auf ein Ordinariat an der Christian-Albrechts-Universität zu Kiel, wo er nach etwa zweijähriger Lehrtätigkeit starb.
Von 1877 bis 1889 war Schumm Schriftführer der Historischen Kommission für die Provinz Sachsen. Seine Forschungen zur mittelalterlichen Geschichte beziehen sich vor allem auf das Gebiet der Historischen Hilfswissenschaften, hier insbesondere auf die Diplomatik und Paläographie. Intensiv widmete er sich der Handschriftenbeschreibung der berühmtem Bibliotheca Amploniana in Erfurt.

## Veröffentlichungen
- (Bearb.): Chronik des Erfurtischen Dorfes Dachwig aus dem 17. Jahrhundert. Villaret, Erfurt 1869.
- Die Jahrbücher des Sanct-Albans-Kloster zu Mainz. Eine Quellenuntersuchung. Vandenhoeck & Ruprecht, Göttingen 1872 (= Dissertation Universität Göttingen).
- Erfurter Handschriften in auswärtigen Bibliotheken. In: Mitteilungen des Vereins für die Geschichte und Altertumskunde von Erfurt, Bd. 6 (1873), S. 253–279.
- Vorstudien zur Diplomatik Kaiser Lothars III. Waisenhaus, Halle 1874 (= Habilitationsschrift Universität Halle).
- Beiträge zur deutschen Kaiser-Diplomatik in italienischen Archiven. In: Neues Archiv der Gesellschaft für Ältere Deutsche Geschichtskunde zur Beförderung einer Gesamtausgabe der Quellenschriften deutscher Geschichten des Mittelalter, Bd. 1 (1876), S. 121–157.
- Kaiser Heinrich V. und Papst Paschalis II. im Jahre 1112. Ein Beitrag zur Geschichte des Investitur-Streites auf Grund ungedruckten Materials. In: Jahrbuch der Akademie Gemeinnütziger Wissenschaften zu Erfurt, N.F., Bd. 8). Villaret, Erfurt 1877, S. 191–318.
- Über bäuerliche Verhältnisse und die Verfassung der Landgemeinden im Erfurter Gebiete zur Zeit der Reformation. Frommann, Jena 1877.
- Ein thüringisch-bairischer Briefsteller des XV. Jahrhunderts. In: Neue Mitteilungen aus dem Gebiete historisch-antiquarischer Forschungen, Bd. 14 (1878), S. 99–134.
- Beitrag zur Diplomatik König Lothars III. In: Forschungen zur deutschen Geschichte, Bd. 20 (1880), S. 339–358.
- Über neuerdings wieder aufgefundene Originale päpstlicher Bullen für Nienburg an der Saale. In: Neues Archiv der Gesellschaft für Ältere Deutsche Geschichtskunde zur Beförderung einer Gesamtausgabe der Quellenschriften deutscher Geschichten des Mittelalters, Bd. 6 (1881), S. 613–625.
- Cardinal Albrecht von Mainz und die Erfurter Kirchenreformation (1514–1533) (= Neujahrsblätter / Historische Kommission der Provinz Sachsen, Bd. 2). Pfeffer, Halle 1878.
- (Hrsg.): Exempla codicum Amplonianorum Erfurtensium saeculi IX.–XV. Weidmann, Berlin 1882.
- Erfurts soziale und politische Verhältnisse auf der Schwelle zur Neuzeit. In: Ottomar Lorenz (Hrsg.): Erfurter Lutherfest-Almanach. Otto'sche Buchhandlung, Erfurt 1883, S. 3–47.
- Gesta Archiepiscoporum Magdeburgensium. In: Monumenta Germaniae Historica / Scriptores, Bd. 14. Hahn, Hannover 1883, S. 361–486.
- Über die Stellung des Capitels und der Laienbevölkerung zu den Wahlen und der Verwaltungsthätigkeit der Magdeburger Erzbischöfe bis zum 14. Jahrhundert. In: Historische Aufsätze, dem Andenken ab Georg Waitz gewidmet. Hahn, Hannover 1886, S. 389–432.
- Beschreibendes Verzeichniss der Amplonianischen Handschriften-Sammlung zu Erfurt. Weidmann, Berlin 1887 (Volltext).
- Die schriftlichen Quellen. In: Gustav Gröber (Hrsg.): Grundriss der romanischen Philologie. 2. Aufl. Bd. 1. Trübner, Strassburg 1906, S. 205–266 (überarbeitet von Harry Breslau).